# Aleurotrachelus tarennae
Aleurotrachelus tarennae es una especie de insecto hemíptero de la familia Aleyrodidae y la subfamilia Aleyrodinae. Se distribuyen por África.
Fue descrita científicamente por primera vez por Bink-Moenen en 1983.